# 미토콘드리아 기질

미토콘드리아의 구조

미토콘드리아 기질(영어: mitochondrial matrix)은 미토콘드리아에서 미토콘드리아 안쪽의 공간이다. "기질(基質, matrix)"이라는 단어는 이 공간이 상대적으로 수성(水性)인 세포질에 비해 점성을 가지고 있다는 사실에서 비롯된 것이다. 미토콘드리아 기질에는 미토콘드리아 DNA, 리보솜, 가용성 효소, 작은 유기분자, 뉴클레오타이드 보조 인자 및 무기 이온이 포함되어 있다.[1] 미토콘드리아 기질에 존재하는 효소들은 시트르산 회로, 산화적 인산화, 피루브산의 산화, 지방산의 β 산화와 같은 ATP 생성에 관여하는 반응들을 촉매한다.
구조와 내용물에 기반한 기질의 구성은 동화 경로 및 이화 경로가 유리하게 진행될 수 있는 환경을 생성한다. 미토콘드리아 내막의 전자전달계와 미토콘드리아 기질의 효소는 시트르산 회로와 산화적 인산화에서 큰 역할을 한다. 시트르산 회로는 산화를 통해 NADH와 FADH2를 생성하며, 이는 산화적 인산화에서 환원되어 ATP를 생성한다.
세포질, 막 사이 공간, 구획은 3.8 μL/mg 단백질의 수분 함량을 갖는 반면 미토콘드리아 기질은 0.8 μL/mg 단백질의 수분 함량을 갖는다. 미토콘드리아가 미토콘드리아 내막을 통해 삼투 균형을 유지하는 방법은 알려져 있지 않지만 미토콘드리아 내막에는 조절된 물 수송을 위한 도관으로 여겨지는 아쿠아포린이 존재한다. 미토콘드리아 기질의 pH는 약 7.8로 미토콘드리아 막 사이 공간의 pH인 약 7.0~7.4 보다 높다. 미토콘드리아 DNA는 1963년에 내쉬(Nash)와 마르기트(Margit)에 의해 발견되었다. 하나에서 다수의 이중 가닥이며, 주로 원형 DNA가 미토콘드리아 기질에 존재한다. 미토콘드리아 DNA는 세포 전체 DNA의 1%를 차지한다. 미토콘드리아 DNA는 구아닌과 사이토신의 함량이 풍부하다. 포유류의 미토콘드리아에는 55S 리보솜이 존재한다.

## 구성

### 대사 산물
미토콘드리아 기질은 미토콘드리아 기질 내의 대사 경로와 관련된 다양한 대사 산물들을 포함하고 있다. 시트르산 회로는 아실-CoA, 피루브산, 아세틸-CoA, 시트르산, 아이소시트르산, α-케토글루타르산, 석시닐-CoA, 푸마르산, 석신산, 말산, 옥살로아세트산을 포함한다. 요소 회로는 L-오르니틴, 카바모일 인산, L-시트룰린을 사용한다. 전자전달계는 조효소인 NADH, FADH2를 산화시킨다. 단백질 합성은 미토콘드리아 DNA, RNA, tRNA를 사용한다. 과정의 조절에는 Ca2+, K+, Mg2+ 이온이 사용된다. 이 밖에 미토콘드리아 기질에 존재하는 대사 산물로는 CO2, H2O, O2, ATP, ADP, Pi가 있다.

### 효소
미토콘드리아 기질에서 일어나는 대사 경로에 관여하는 다양한 효소들이 존재한다. 시트르산 회로는 피루브산 탈수소효소, 시트르산 생성효소, 아코니테이스, 아이소시트르산 탈수소효소, α-케토글루타르산 탈수소효소, 석시닐-CoA 합성효소, 푸마레이스, 말산 탈수소효소에 의해 촉진된다. 요소 회로는 카바모일 인산 합성효소 I과 오르니틴 카바모일기전이효소에 의해 촉진된다. β-산화는 피루브산 카복실화효소, 아실-CoA 탈수소효소, β-케토싸이올레이스를 사용한다. 아미노산 생성은 아미노기전이효소에 의해 촉진된다. 아미노산 대사는 전서열 프로테에이스와 같은 프로테에이스에 의해 매개된다.

### 미토콘드리아 내막의 구성 요소
미토콘드리아 내막은 산화적 인산화와 관련된 복합체들을 포함하는 인지질 이중층이다. 이는 미토콘드리아 내막의 크리스타에서 발견되는 전자전달계를 포함하며, 4개의 단백질 복합체와 ATP 생성효소로 구성된다. 이들 복합체는 복합체 I(NADH:유비퀴논 산화환원효소), 복합체 II(석신산 탈수소효소), 복합체 III(유비퀴논:사이토크롬 c 산화환원효소), 복합체 IV(사이토크롬 c 산화효소)이다.

### 미토콘드리아 기질의 구성에 대한 미토콘드리아 내막의 조절
전자전달계는 양성자의 능동수송을 통해 ATP의 생성을 촉진하는 pH 및 전기화학적 기울기를 설정하는 역할을 한다. 전기화학적 기울기는 또한 미토콘드리아 막 전위에 의해 구동되는 Ca2+와 같은 이온의 농도를 조절한다. 미토콘드리아 내막은 CO2 및 O2와 같은 비극성 분자와  H2O와 같은 크기가 작은 비전하 극성 분자만 미토콘드리아 기질로 들어갈 수 있도록 한다. 분자는 수송 단백질과 이온 수송체를 통해 미토콘드리아 내막을 통과한다. 그런 다음 분자는 포린을 통해 미토콘드리아로부터 벗어날 수 있다. 이러한 특성은 조절에 필요한 이온 및 대사 산물의 농도를 제어하고 ATP 생성 속도를 결정한다.

## 과정

### 시트르산 회로
해당과정 후 시트르산 회로는 아세틸-CoA의 생성에 의해 활성화된다. 미토콘드리아 기질에서 피루브산 탈수소효소에 의한 피루브산의 산화는 CO2, 아세틸-CoA, NADH를 생성한다. 지방산의 β-산화는 아세틸-CoA, NADH 및 FADH2를 생성하는 대체 이화 경로 역할을 한다. 아세틸-CoA의 생성은 시트르산 회로를 시작하게 하며, 생성된 조효소는 전자전달계에서 사용된다.

미토콘드리아 기질의 관점에서 본 ATP 합성. 이화 경로(시트르산 회로 및 산화적 인산화)와 미토콘드리아 기질의 구조적 구성(지질 이중층 및 전자전달계) 사이의 관계에 의해 생성된 조건은 ATP의 합성을 촉진한다.

전자전달계의 복합체 II의 일부이며, 미토콘드리아 내막에 있는 석신산 탈수소효소를 제외한 시트르산 회로의 모든 효소들(예: 시트르산 생성효소, 아코니테이스, 아이소시트르산 탈수소효소, α-케토글루타르산 탈수소효소, 석시닐-CoA 합성효소, 푸마레이스, 말산 탈수소효소)은 미토콘드리아 기질에 있다. 시트르산 회로는 탄소의 산화를 통해 NADH와 FADH2를 생성한다. 석시닐-CoA는 석시닐-CoA 합성효소에 의해 석신산으로 전환되며, 이 과정에서 GTP가 생성된다.

### 산화적 인산화
NADH와 FADH2는 미토콘드리아 기질에서 생성되거나 포린 및 수송 단백질을 통해 운반되어 산화적 인산화를 통해 산화된다. NADH와 FADH2는 NAD+와 FAD를 재생하기 위해 전자를 전달함으로써 전자전달계에서 산화를 겪는다. 양성자는 전자전달계를 통해 전달되는 전자의 에너지에 의해 미토콘드리아 기질에서 막 사이 공간으로 능동수송된다. 4개의 전자가 최종적으로 미토콘드리아 기질의 산소에 의해 수용되어 전자전달계가 완성된다. 양성자는 ATP 생성효소를 통해 막 사이 공간에서 미토콘드리아 기질로 돌아간다. 이러한 에너지는 양성자의 통과를 촉진하는 ATP 생성효소를 회전시켜 ATP를 생성하는 데 사용된다. 미토콘드리아 기질과 막 사이 공간 사이의 pH 차이는 ATP 생성효소가 양성자를 미토콘드리아 기질로 유리하게 통과할 수 있게 하는 전기화학적 기울기를 생성한다.

### 요소 회로
요소 회로의 처음 두 단계는 간세포 및 신장 세포의 미토콘드리아 기질에서 일어난다. 첫 번째 단계에서 암모니아는 2개의 ATP 분자의 투자를 통해 카바모일 인산으로 전환된다. 이 단계에서 카바모일 인산 합성효소 I에 의해 촉진된다. 오르니틴 카바모일기전이효소에 의해 촉진되는 두 번째 단계는 카바모일 인산과 오르니틴을 시트룰린으로 전환시킨다. 이러한 초기 단계 후에 요소 회로는 오르니틴이 수송 통로를 통해 미토콘드리아 기질로 다시 들어가 미토콘드리아 기질 내의 첫 번째 단계를 계속할 때까지 미토콘드리아 내막에서 계속된다.

### 아미노기 전이반응
α-케토글루타르산과 옥살로아세트산은 아미노기 전이반응을 통해 미토콘드리아 기질 내에서 아미노산으로 전환될 수 있다. 이러한 반응은 옥살로아세트산으로부터 아스파르트산과 아스파라긴을 생성하기 위해 아미노기전이효소에 의해 촉진된다. α-케토글루타르산의 아미노기 전이반응은 글루탐산, 프롤린 및 아르기닌을 생성한다. 그런 다음 이러한 아미노산은 미토콘드리아 기질 내에서 사용되거나 세포질로 운반되어 단백질을 생성하는 데 사용된다.

### 조절
미토콘드리아 기질 내에서의 조절은 주로 이온의 농도, 대사산물의 농도 및 에너지 충전에 의해 제어된다. Ca2+와 같은 이온의 이용 가능성은 미토콘드리아 기질에서 시트르산 회로의 다양한 기능을 제어하여 회로에서 반응 속도를 증가시키는 피루브산 탈수소효소, 아이소시트르산 탈수소효소 및 α-케토글루타르산 탈수소효소를 활성화시킨다. 미토콘드리아 기질에서 대사 중간생성물과 조효소의 농도는 대사 중간생성물을 보충하는(anaplerotic) 효과 및 대사 중간생성물을 제거하는(cataplerotic) 효과로 인해 ATP의 생성 속도를 증가시키거나 감소시킨다. NADH는 α-케토글루타르산 탈수소효소, 아이소시트르산 탈수소효소, 시트르산 생성효소, 피루브산 탈수소효소에 대한 저해제로 작용할 수 있다. 특히 옥살로아세트산의 농도는 낮게 유지되기 때문에 이 농도의 변화는 시트르산 회로를 촉진하는 역할을 한다. ATP의 생성은 또한 아이소시트르산 탈수소효소, 피루브산 탈수소효소, 전자전달계의 복합체 및 ATP 생성효소에 대한 저해제로 작용하여 조절의 수단으로도 사용된다. ADP는 활성화제로 작용한다.

### 단백질 합성
미토콘드리아는 전자전달계에서 발견되는 단백질을 생성하는 데 사용되는 자체 DNA 세트를 포함한다. 미토콘드리아 DNA는 미토콘드리아 전사체, 리보솜 단백질, 리보솜 RNA, 운반 RNA 및 전자전달계의 복합체에서 발견되는 단백질 소단위체와 관련된 약 13가지의 단백질을 암호화하고 있다.

## 같이 보기
- 바탕질 (기질)
- 미토콘드리아
- 미토콘드리아 내막
- 미토콘드리아 DNA